# 자넨
자넨(독일어: Saanen, 프랑스어: Gessenay)은 스위스 베른주에 있는 자치체이다. 오버지멘탈-자넨구의 수도이다.

## 역사
자넨은 1228년에 기시네(Gissinay)로 처음 언급되었다가 1340년에는 자논(Sanon)으로 언급되었다.
청동기 시대에 자넨의 현대 마을 근처 콜리스 그린트에 언덕 요새가 있었다. 이 지역은 알레만족이 그들을 몰아내기 시작한 10세기 또는 11세기까지 갈로로마인에 의해 점령되었다. 이 이주로 인해 스위스에 현대 언어 경계가 생겼다. 중세 시대에 발레주와 보주로 향하는 노새 길을 보호하기 위해 여러 요새가 건설되었다. 여기에는 크람부르크(1331년에 처음 언급되었지만, 현재 이후 건설된 것으로 묻힘), 즈바비아 리트 타워(11-12세기) 및 쉔리트 타워(유적은 집 번호 349의 일부로 볼 수 있음)가 포함된다. 중세 시대에는 그뤼에르 하부의 파넬 관할령의 일부였다. 1244년 백작은 사보이의 봉신이 되었다. 백작의 재정 문제로 인해 14세기에 그들은 관할령 일부와 일부 권리를 자넨 주민들에게 매각해야 했다. 그 후 마을은 자넨 지역과 교구의 중심이 되었다.
마을 사람들은 종종 백작의 이익에 반하는 행동을 했다. 1340년에 계곡은 분쟁 중재를 제공 하는 지멘탈과 평화 조약을 체결했다. 그들은 1393년 발레와 또 다른 조약을 맺었다. 1401년 그뤼에르의 루돌프 백작은 자넨을 포함하는 베른과 조약을 맺었다. 2년 후 자넨은 베른과 동맹을 맺었다. 베른 동맹으로 인해 자넨은 1415년 아르가우와 1418년 발레의 베르네 침공을 지원하기 위해 자신들의 깃발 아래 군대를 파견했다.  구취리히 전쟁 이후의 군사적 손실과 세금으로 인해 자넨은 사악동맹(Böser Bund)을 지원하게 되었다. 1445년 베른을 상대로 약 6년이 걸렸다. 연맹 중재는 자넨과 베른 사이의 논쟁을 해결할 수 있었다.
1475년 부르고뉴 전쟁 동안 자넨은 샤또데 및 지멘탈의 군대와 함께 애글르의 사보이 지역을 베른을 위해 점령했다. 자넨과 주변 지역은 16세기 동안 상당한 독립을 누렸다. 그러나 1555년 마지막 그뤼에르 백작은 그의 카운티가 파산하면서 전체 지역을 베른에게 잃었다. 베른은 다음 해에 계곡 전체를 장악하고 개신교 종교 개혁을 도입했다. 베른 집행관은 1575년 대화재가 마을의 많은 부분을 파괴할 때까지 자넨과 뼤이덩오 지역을 관리했다. 그 후 집행관은 이전의 몽루즈 수도원으로 이사했다.
이 지역은 11개의 분리된 보에르텐 (농업 집단) 또는 농촌 마을과 자넨 및 크슈타트 마을을 포함했다. 주요 수입원은 계절별 고산 목축업, 임업, 노새 트레일을 통해 오는 마차 열차를 위한 창고 및 추가 소 제공이었다. 자넨은 주변 마을의 시장 도시였으며, 마을에는 매주 및 매년 시장이 있었다. 자넨에는 상인과 여행자를 위한 두 개의 선술집이 있었다.
세인트 모리셔스 마을 교회는 1228년에 지어졌다. 1444-47년에 확장되었으며, 벽화는 15세기 후반이다. 이 지역의 다른 교회에는 1511년에 지어진 성 안나 예배당, 성 요한 예배당 및 전염병 예배당이 있다. 본당은 5~6명의 사제와 사제들로 이루어진 그룹에 의해 관리되었다.
1798년 프랑스 침공 전까지 뼤이덩오 및 자넨 지역은 공동으로 관리되었다. 헬베티아 공화국 아래 뼤이덩오는 레만주의 일부가 된 반면 자넨과 나머지 지역은 오버란트주의 일부가 되었다. 1803년 헬베티아 공화국이 무너졌을 때 자넨과 그 지역은 새로운 베른주의 지역이 되었다.
1833년에 자넨은 정치 자치구가 되었다. 1845년에 츠바이지멘 -자넨 도로는 오래된 노새 길을 대체했고 도시는 우편 서비스를 받았다. 1900년 경에 자넨과 크슈타트에서 관광산업이 성장하기 시작했고 새로운 호텔이 문을 열었다. 몽트뢰-오버란트 베르누아 개관 1905년에 철도가 개통되어 관광객들이 더 쉽게 방문할 수 있게 되었다. 두 차례의 세계 대전 동안 자넨의 관광 산업은 어려움을 겪었지만 1945년 이후로 확장되었다. 전쟁 사이에 작은 방직 산업이 발전하여 지자체를 지원했다. 전쟁 후 많은 소규모 지역 산업도 이 지역에서 발전했다. 21세기 초의 주요 고용주는 베르크반넨 데스티네이션 크슈타트 AG였다. 이 회사는 이 지역에서 60개 이상의 다양한 케이블카와 리프트를 제공하는 회사이다. 자넨에는 1867년에 처음 지어진 중등학교를 포함하여 11개의 학교 건물이 있다. 비즈니스맨즈 방학 스쿨은 1908년에 문을 열었고 현재는 툰 비즈니스 스쿨의 일부인 자넨란트-오버지멘탈 비즈니스 스쿨이다. 1905년에 구립 병원이 개원했다.

### 크슈타트

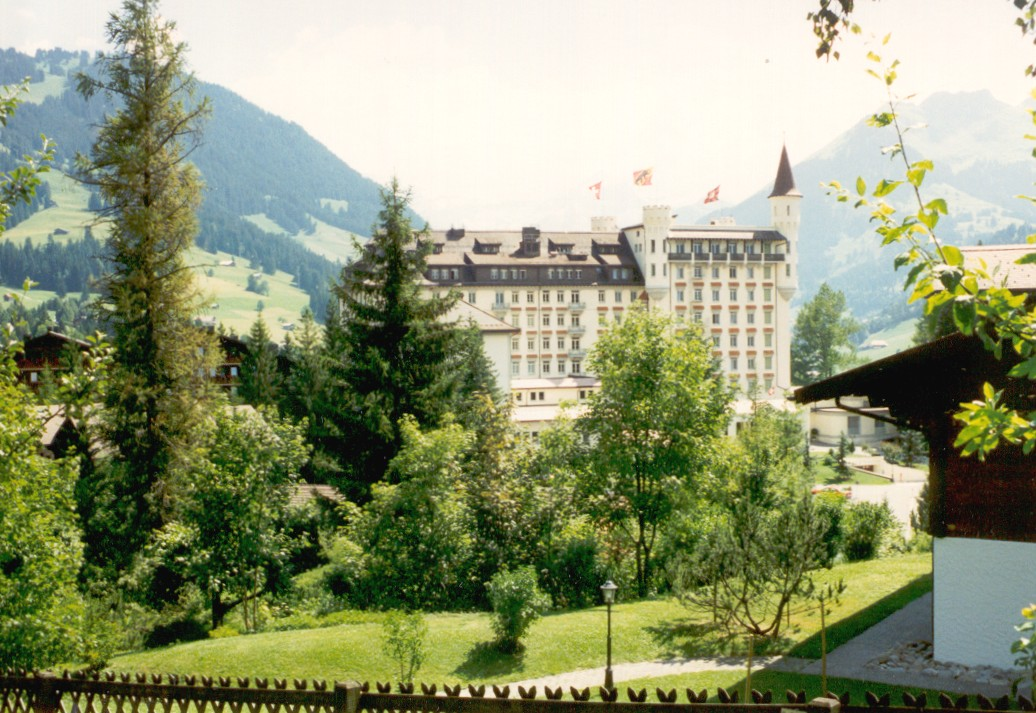
크슈타트 팰리스 호텔

중세 시대에 크슈타트 마을은 발레와 보로 향하는 산책로의 갈림길에서 발전했다. 13-14세기에는 여관, 무역 상품을 보관하는 창고와 마차를 고산 고개 위로 끄는 데 도움이 되는 소가 있었다. 성 니콜라스 예배당은 1402년 마을에 지어졌으며 벽화는 15세기 후반이다. 이 마을은 1898년의 대화재 때까지 가축 사육과 농업이 지배했다. 그 후 성장하는 관광 산업을 지원하기 위해 재건되었다. 짧은 시간에 이 지역에는 1,000개가 넘는 호텔 침대가 생겼다.

팰리스 호텔은 1913년에 크슈타트 최초의 고급 호텔로 문을 열었다. 세계 대전과 대공황 동안 관광 산업은 어려움을 겪었고 많은 호텔이 문을 닫았다. 제2차 세계 대전 후 많은 대형 호텔이 문을 닫은 상태로 남아 있었지만, 호텔이 아닌 다른 숙박 시설(샬레, 아파트, 레지던스)로 대체되었다. 대부분의 현대적인 리조트와 소규모 호텔은 목재로 지어졌으며 전통적인 디자인 요소를 유지한다.

### 아블렌트쉔
아블렌트쉔은 자운 고개 계곡 위쪽에 있는 작은 마을이다. 프리부르 계곡에 있는 유일한 베르너 정착촌이다. 인구는 1990년 52명으로 1888년 132명으로 정점을 찍었다. 이 지역은 1555년 나머지 자넨 교구와 함께 그뤼에르 백작에서 베른으로 옮겨졌다. 아블렌트쉔은 항상 자넨에서 접근하기 어려웠고 오늘날에도 볼티겐에서 도로로만 접근할 수 있다. 자운 고개를 넘어. 농업은 오늘날에도 여전히 중요하며 여전히 가장 중요한 수입원이다. 농장의 약 1/3에는 가정 농장, 봄 목초지 및 고산 쉼터가 있다. 그러나 거의 모든 농부는 임업, 관광 또는 주중 일을 위해 다른 도시로 통근하는 두 번째 직업을 가지고 있다.

## 지리

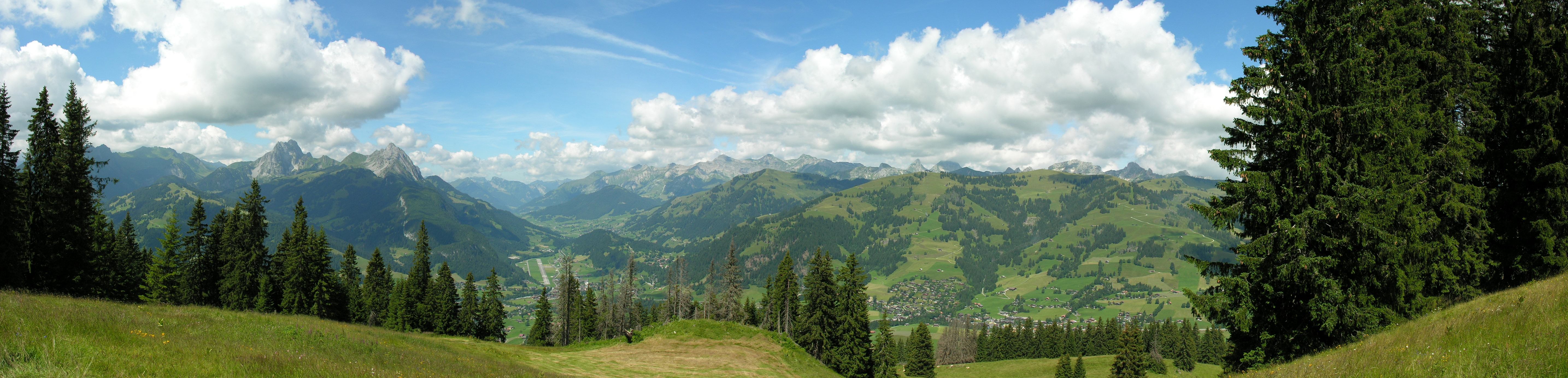
호른베르크와 자넨 근처의 시골

자넨의 면적은 120.06k㎡이다. 이 면적 중 61.4k㎡ (51.3%)가 농업 목적으로 사용되는 반면 42.21k㎡ (35.3%)는 산림이다. 나머지 토지 중 5.46k㎡ (4.6%)가 정착(건물 또는 도로), 0.68k㎡ (0.6%)가 강 또는 호수이며 9.99k㎡ (8.3%)는 불모지이다.
건축면적 중 주택과 건물이 2.4%, 교통기반시설이 1.4%를 차지했다. 산림면적은 전체 면적의 27.6%가 삼림이 무성하고 5.5%가 과수원이나 작은 나무 군락으로 덮여 있다. 농경지 중 15.3%가 목초지이고 35.9%가 고산 목초지로 사용된다. 시정촌의 모든 물은 흐르는 물이다. 비생산적인 지역 중 4.8%는 비생산적인 초목이고 3.5%는 초목이 자라기에는 너무 암석이 많은 지역이다.
시정촌은 자네 계곡 위쪽에 있다. 경제 중심지이자 지역 수도인 자넨 마을과 크슈타트, 아블렌트쉔, 비센, 에브니트, 그루벤, 그룬트, 칼버회니, 자넨, 자넨뫼저, 쉔리트 및 투르바흐 마을로 구성된다.

## 인구통계

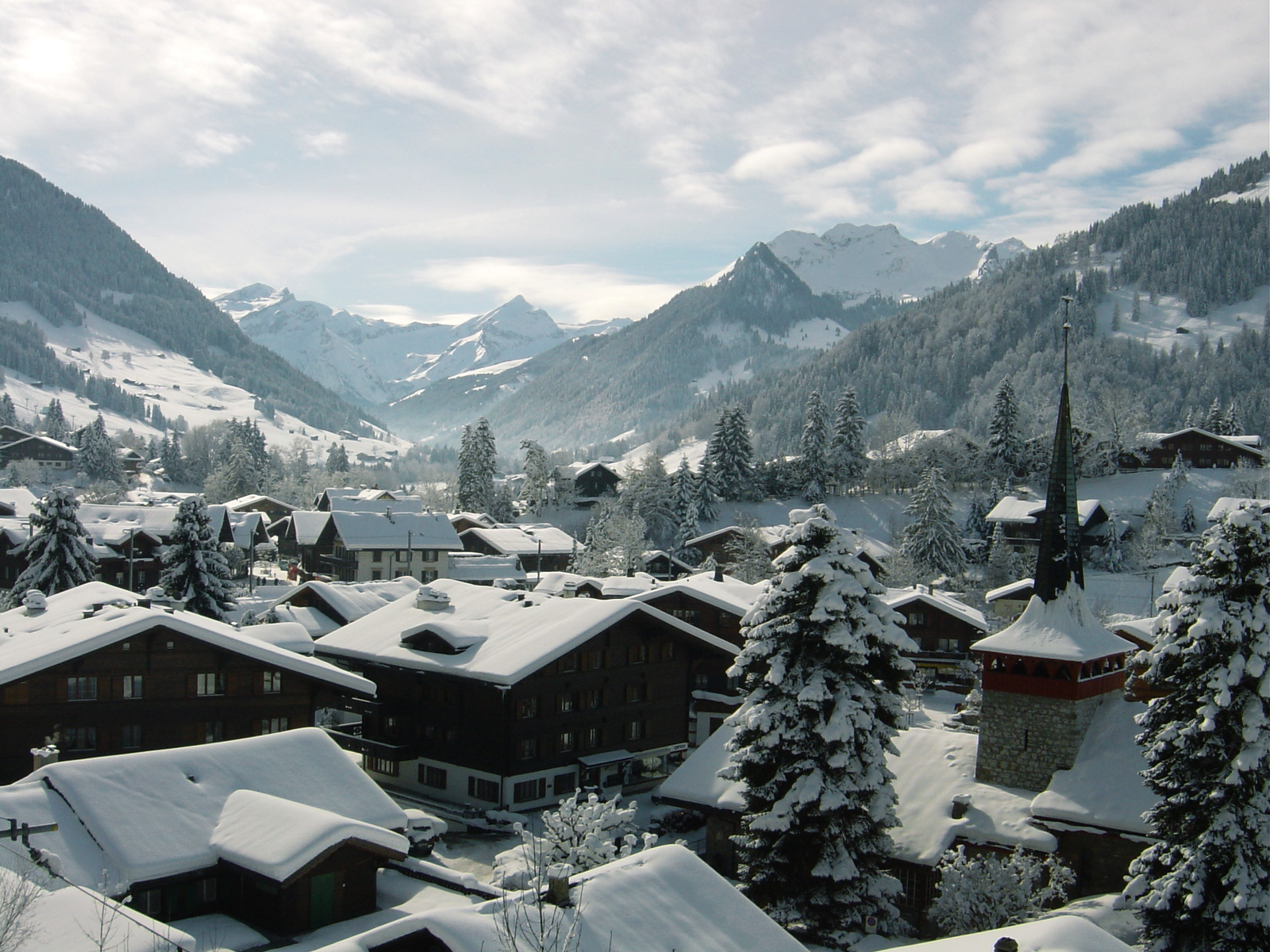
큐슈타트 마을의 주택

자넨의 인구(2020년 12월 기준)는 6,836명이다. 2010년 기준으로 인구의 24.6%가 거주하는 외국인이다. 지난 10년(2000-2010년) 동안 인구는 5.4%의 비율로 변화했다. 이민은 6.1%, 출생 및 사망은 1.4%를 차지했다.
2000년 기준, 대부분의 인구인 5,676명 (82.1%)이 독일어를 모국어로 사용하고, 프랑스어가 247명(3.6%)으로 두 번째로 많이 사용했다. 포르투갈어가 239명(3.5%)으로 세 번째로 사용된다. 이탈리아어를 할 줄 아는 120명과 로만슈어를 할 줄 아는 사람이 5명 있다.
2008년 기준으로 인구는 남성 50.2%, 여성 49.8%이다. 인구는 2,584명의 스위스 남성(인구의 37.2%)과 906명(13.0%)의 비스위스계 남성으로 구성되었다. 스위스 여성은 2,661명(38.3%), 비스위스계 여성은 804명(11.6%)이었다. 시정촌 인구 중 3,000명(약 43.4%)이 자넨에서 태어나 2000년에 그곳에서 살았다. 같은 주에서 태어난 1,267명(18.3%)이 있었고, 스위스 타지에서 태어난 842명(12.2%)이 있었다. 1,392명(20.1%)이 스위스 이외의 외국에서 태어났다.
2000년 기준으로 아동·청소년(0~19세)이 24.3%, 성인(20~64세)이 60.3%, 노인(64세 이상)이 15.4%를 차지하고 있다.
2000년 기준으로 시정촌에 미혼이거나 독신인 사람은 3,104명이다. 기혼자는 3,147명, 미망인은 390명, 이혼한 사람은 273명이었다.
2000년 기준으로 시정촌의 개인가구는 2,660세대로 가구당 평균 2.3명이다. 1인가구는 1006가구, 5인 이상 가구는 205가구였다. 2000 년에는 총 2,446가구(전체의 48.8%)가 영구임대되었고, 2,325채(46.4%)가 계절적 임대, 242채(4.8%)가 비어있었다. 2009년 기준 신규주택 건설률은 인구 1000명당 5.4세대였다. 2010년 시정촌 공실률은 1.48%였다.
역사적 인구는 다음 차트에 나와 있다.

## 국가중요문화재

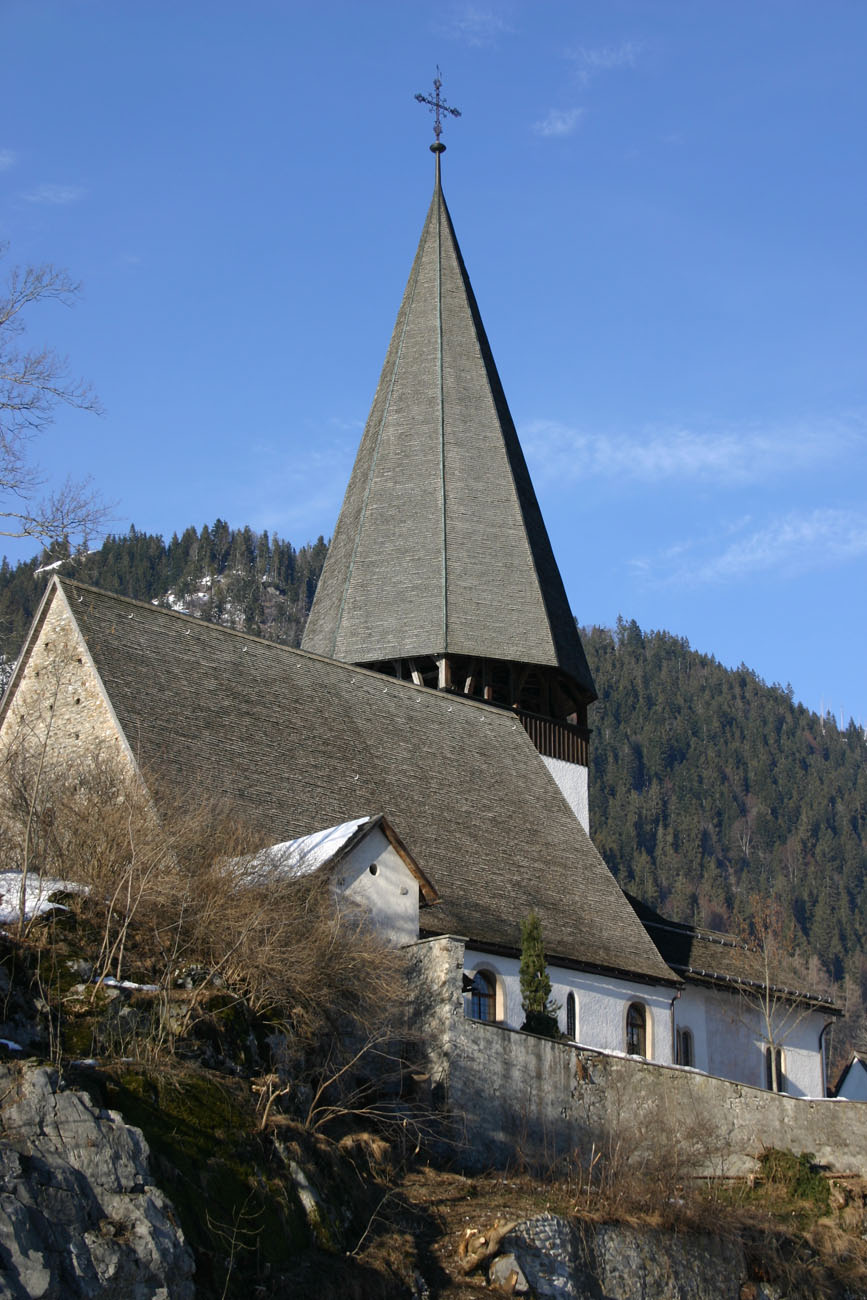
자넨 마을 교회

알테 카슈틀라나이와 교회는 국가적으로 중요한 스위스 문화유산으로 등재되어 있다. 자넨 마을 전체가 스위스 유산 목록의 일부이다.

## 경제

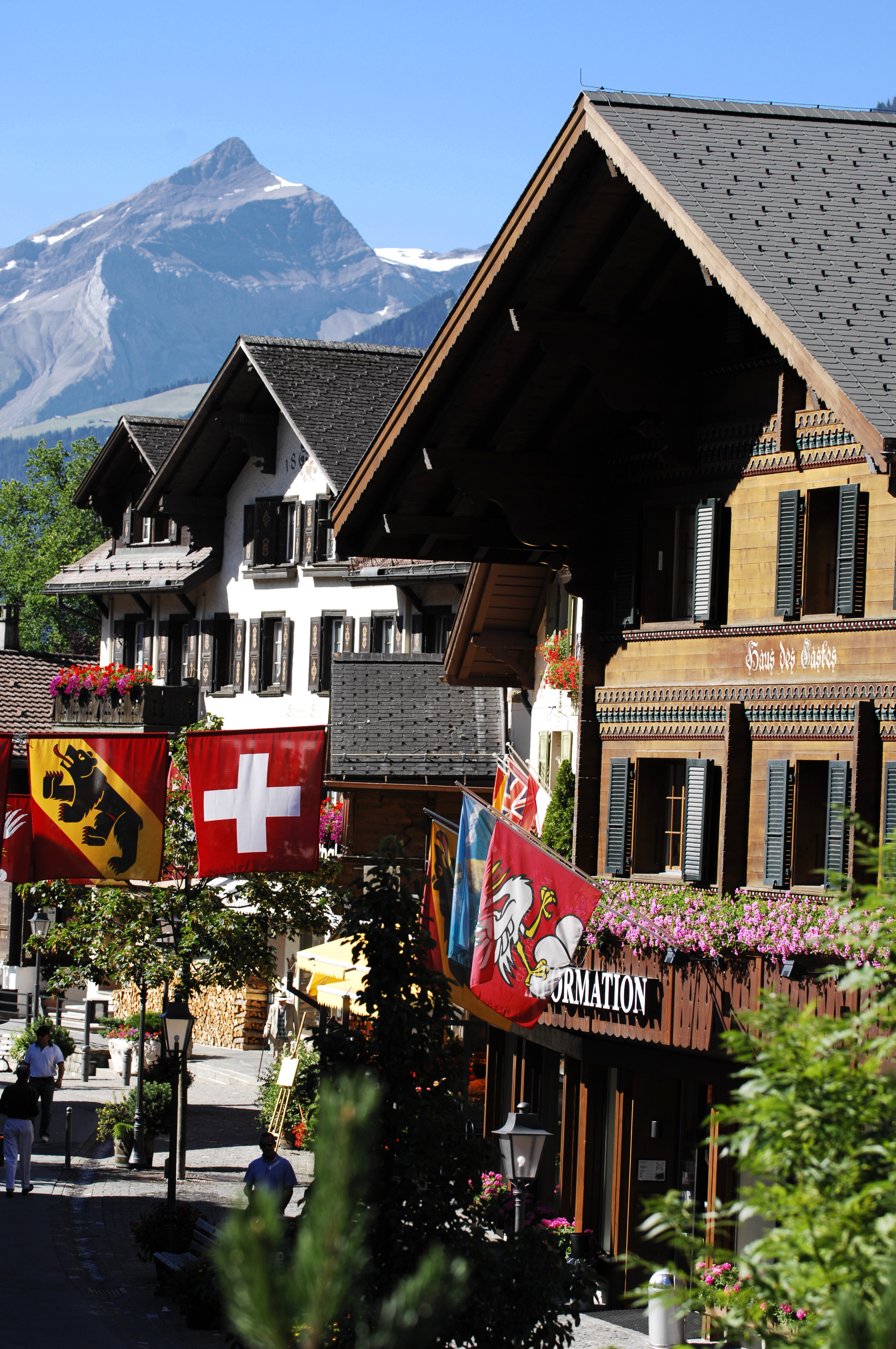
관광사무소가 있는 크스타트 산책로. 자넨의 직업 중 약 1/3이 관광업이다.

2010년 현재 자넨의 실업률은 1.8%이다. 2008년 기준으로 1차 경제 부문에 491명이 고용되어 있으며 이 부문에 약 202개 기업이 참여하고 있다. 1,199명의 사람들이 2차 부문에 고용되었고 이 부문에 110개의 기업이 있었다. 3,969명이 3차 부문에 고용되었으며 이 부문에는 414개의 기업이 있다.
2008년에 정규직에 상응하는 총 일자리 수는 4,852개였다. 1차 부문의 일자리 수는 298개였으며 그중 290개는 농업에, 8개는 임업 또는 목재 생산에 종사했다. 2차산업의 일자리 수는 1,117개였으며 그 중 제조업이 188개(16.8%), 건설업이 891개(79.8%)였다. 3차 부문의 일자리는 3,437개였다. 3차 부문에서; 907개(26.4%) 도소매 또는 자동차 수리업, 212개(6.2%) 상품 이동 및 보관, 1,156개(33.6%) 호텔 또는 레스토랑, 12개(0.3%) 정보 산업), 95개(2.8%)가 보험 또는 금융 산업, 192개(5.6%)가 기술 전문가 또는 과학자, 108개(3.1%)가 교육, 235개(6.8%)가 의료 분야였다.
2000년 기준으로 1,013명의 시정촌으로 출퇴근하는 근로자와 256명의 근로자가 출퇴근하였다. 지자체는 근로자의 순수입 도시이며, 1명이 전출할 때마다 약 4.0명의 근로자가 지자체에 전입된다. 근로 인구의 5.7%가 출퇴근을 위해 대중교통을 이용했고, 44.3%가 자가용을 이용했다.

## 종교
2000년 인구 조사에 따르면 1,089명(15.8%)이 로마 가톨릭 신자이고 4,363명(63.1%)이 스위스 개혁 교회에 속해 있다. 나머지 인구 중 정교회 교인은 169명(인구의 약 2.44%), 크리스찬 가톨릭 교회 교인은 5명(인구의 약 0.07%)이었다. 다른 기독교 교회에 속한 개인은 564명(또는 인구의 약 8.16%)이었다. 유대인은 15명(인구의 약 0.22%)이었고, 무슬림은 146명(인구의 약 2.11%)이었다. 10명의 불교 신자가 있었다. 그리고 다른 교회에 속한 6인. 342명(인구의 약 4.95%)이 교회에 속하지 않고, 불가지론자 또는 무신론자이며, 480명(인구의 약 6.94%)이 질문에 대답하지 않았다.

## 교육
자넨에서는 인구의 약 2,437명(35.2%)이 비필수 고등 중등 교육을 이수했으며 695명(10.1%)이 추가 고등교육(대학 또는 응용학문대학)을 이수했다. 고등 교육을 마친 695명 중 53.2%가 스위스 남성, 21.4%가 스위스 여성, 14.7%가 비스위스계 남성, 10.6%가 비스위스계 여성이었다.
베른주의 학교 시스템은 1년의 의무 없는 유치원, 6년의 초등학교를 제공한다. 이후 3년 동안의 의무적 중학교 과정을 거쳐 학생을 능력과 적성에 따라 구분한다. 중학교 이하 학생들은 추가 교육을 받거나 견습 과정에 들어갈 수 있다.
2009-10학년도 동안 자넨의 수업에 총 740명의 학생이 참석했다. 시정촌에는 총 109명의 학생이 있는 7개의 유치원 수업이 있었다. 유치원생 중 27.5%는 스위스의 영주권 또는 임시 거주자(시민권 아님)였으며 29.4%는 교실 언어와 다른 모국어를 사용한다. 지자체에는 17개의 초등 학급과 335명의 학생이 있었다. 초등학생 중 13.1%는 스위스의 영주권 또는 임시 거주자(시민권 아님)였으며 18.5%는 교실 언어와 다른 모국어를 사용한다. 같은 해에 총 228명의 학생이 있는 16개의 중등 학급이 있었다. 10.1%는 스위스의 영주권 또는 임시 거주자(시민권 아님)였으며 14.9%는 교실 언어와 다른 모국어를 사용했다.
2000년 기준으로, 자넨에는 다른 시정촌에서 온 학생이 238명, 시외 학교에 다니는 거주자는 51명이다.

### 사립학교
존 F. 케네디 국제학교는 자넨에 위치한 사립 기숙 학교 이자 여름 캠프이다. 원래 킨더하임 샬레 프룬다커라고 불렸던 이 학교는 나중에 존 F. 케네디 국제학교로 알려지게 되었다. 프레드 시킹과 그의 아내에 의해 1949년에 설립된 학교는 75명의 기숙생과 주간 학생이 있으며 연령 범위는 5세에서 16세 사이이다. JFKIS의 (상급) 중등 교육(중고등) 학교) 체육관 및 직업 교육 MBA, 교육 행정, 베른주, 스위스 연방 교육 연구 및 혁신 사무국 (SERI). 스위스 알프스에서 매일 스키 강습을 제공하는 영어 학교이다. JFK 학교의 학생 대 교사 비율은 3:1이다.
이전에 크슈타트 국제학교는 자넨에 알파인 롯지 캠퍼스가 있었다.